# آلبرت الیس (بازیکن فوتبال، زاده ۱۸۸۹)
آلبرت الیس (انگلیسی: Albert Ellis؛ ۱۸۸۹ – ۱۹۶۱) بازیکن فوتبال اهل بریتانیا بود.
از باشگاه‌هایی که در آن بازی کرده است می‌توان به باشگاه فوتبال استوک سیتی و باشگاه فوتبال ویتون آلبیون اشاره کرد.